# Vitex chrysocarpa
Vitex chrysocarpa là một loài thực vật có hoa trong họ Hoa môi. Loài này được Planch. miêu tả khoa học đầu tiên năm 1849.